# Franz Jahn (Politiker)
Franz Jahn (* 19. Mai 1909 in Leipzig; † 21. Januar 1989 in Berlin) war ein deutscher Parteifunktionär und Gewerkschafter. Er war von 1946 bis 1953 Vorsitzender der IG Bau bzw. IG Bau-Holz im Freien Deutschen Gewerkschaftsbund (FDGB).

## Leben
Jahn wuchs in einer Arbeiterfamilie auf. Nach dem Besuch der Volksschule, besuchte er von 1923 bis 1926 die Berufsfachschule und machte eine Lehre zum Zimmermann. 1923 wurde er Mitglied des Zentralverbandes der Zimmerer sowie der Sozialistischen Arbeiter-Jugend (SAJ). 1925 schloss er sich der Sozialdemokratischen Partei Deutschlands (SPD) an, 1931 gehörte er zu den Mitbegründern der Sozialistischen Arbeiterpartei Deutschlands (SAP). Von 1923 bis 1933 war er in Gewerkschafts- und Parteifunktionen ehrenamtlich tätig, unter anderem war er Vorsitzender der Zimmerer-Jugend, Landesvorsitzender der Jungsozialistischen Vereinigung sowie Organisationssekretär der SAJ. Von 1932 bis 1934 studierte er Jura an der Universität Leipzig. Er konnte sein Studium jedoch aus politischen Gründen nicht beenden. 
Von 1933 bis 1940 war Jahn auch weiterhin illegal politisch aktiv und beteiligte sich am Widerstand gegen den Nationalsozialismus in seiner Heimatstadt Leipzig. Von 1934 bis 1940 arbeitete er als Zimmerpolier in verschiedenen Baufirmen. 1940 wurde er zur Wehrmacht eingezogen, in der er zuletzt Sanitätsunteroffizier war. Im Februar 1945 desertierte er und geriet in amerikanische Kriegsgefangenschaft.
1945 trat Jahn in die Kommunistische Partei Deutschlands (KPD) sowie in den FDGB ein, 1946 wurde er Mitglied der Sozialistischen Einheitspartei Deutschlands (SED). Er war Sekretär für Gewerkschaftsarbeit der KPD-Stadtleitung Leipzig. 1945/46 war er Abteilungsleiter im Amt für Arbeit der Landesverwaltung Sachsen. Ab 1946 war er Schulungssekretär im FDGB-Landesvorstand und Vorsitzender der IG Bau Sachsen. Von 1946 bis 1953 war er schließlich Erster Vorsitzender des Zentralvorstandes der IG Bau bzw. der IG Bau-Holz. Von 1949 bis 1953 gehörte er zudem dem FDGB-Bundesvorstand an, 1952/53 war er auch Mitglied des Präsidiums des FDGB-Bundesvorstandes. Zwischen 1950 und 1953 absolvierte er ein Fernstudium an der Parteihochschule. Im Zusammenhang mit dem 17. Juni 1953 wurde er im Oktober desselben Jahres wegen „grober politischer Fehler und ungenügender Wachsamkeit“ aller gewerkschaftlichen Funktionen enthoben. Danach war er Kreissekretär der IG Bau-Holz in Leipzig. Von 1953 bis 1958 war er Direktor der Bau-Union Neubrandenburg, später Mitarbeiter im Bezirksbauwesen von Berlin. 1972 trat Jahn in den Ruhestand.